# Igor Stravinski
Igor Fjodorovič Stravinski (rusko Игорь Фёдорович Стравинский), ruski skladatelj poljskega porekla, * 17. junij (5. junij, ruski koledar) 1882, Oranienbaum (zdaj Lomonosov pri Sankt-Peterburgu) , Rusija, † 6. april 1971, New York, ZDA.
Stravinski je skladatelj sodobne resne glasbe in je predstavnik neoklasicistične in serialne slogovne smeri, najbolj pa je znan po svojih skladbah iz začetnega, »ruskega« ustvarjalnega obdobja. Kasneje je emigriral v Ameriko in tudi postal državljan ZDA. K njegovim skladateljskim uspehom lahko prištejemo tudi pianistično in dirigentsko kariero; pogosto je kot dirigent krstno uprizoril svoja glasbena dela. Bil je tudi pisec književnega dela Glasbena poetika, ki je povzetek njegovih sedmih predavanj harvardskim študentom.
Njegove najslavnejše kompozicije so baleti Le sacre du printemps (Pomladno obredje), The Firebird (Ognjeni ptič, tudi Žar ptica), Petruška, Pulcinella itd.

## Življenjepis
Igor Stravinski se je rodil 17. junija 1882 v Oranienbaumu (danes Lomonosov), predmestju ruske carske prestolnice Sankt Peterburg. Njegova starša sta bila Fjodor Ignjatijevič Stravinski, basist v Marijinskem gledališču v Sankt Peterburgu in Anna (rojena Kolodovski). Stravinski se je z devetimi leti začel učiti klavir, poskušal pa študirati glasbeno teorijo in kompozicijo. Hodil je v gimnazijo Gurevič in preko sošolca spoznal Rimskega-Korsakova. Kljub navdušenju nad glasbo, so starši želeli da študira pravo. Tako se je leta 1901 vpisal na Univerzo v Sankt Peterburgu, vendar je pouk obiskoval le polovično. Poleti leta 1902 je Stravinski ostal pri skladatelju Nikolaju Rimskem-Korsakovu in njegovu družinu v nemškem mestu Heidelberg. Leta 1902 je Stravinskemu umrl oče. Leta 1905, po izbruhu krvave nedelje, je bila Univerza zaprta in Stravinski ni mogel opaviti zaključnih izpitov na pravu. Diplomiral je aprila 1906. Nato se je posvetil glasbi. Hodil je na predavanja k Rimskemu-Korsakovu in z njim ostal prijatelj do njegove smrti leta 1908.
Leta 1905 se je zaročil s svojo sestrično Jekaterino Gavrilovno Nosenko, ki jo je poznal iz otroših let in se poročil 23. januarja 1906. Rodili sta se otroka: Fjodor (Theodore) (1907) in Ljudmila (1908).
V februarju 1909 sta bili predvajani dve njegovi deli: Fantastični skerzo (Scherzo fantastique) in Ognjemet (Feu d'artifice) nad katerima je bil navdušen Sergej Diaghilev in naročil orkestracijo za balet Žar ptica, tudi Ognjeni ptič (L'Oiseau de feu). Premiera leta 1910 v Parizu je bila velik uspeh in Stravinski je postal slaven. S predstavo je potoval po Evropi. V naslednjih štirih letih je Stravinski z družino živel v Rusiji v poletnih mesecih in pozimi v Švici. Stravinski napiše še dva baleta:. Petruška (1911) in Le Sacre du printemps (Posvetitev pomladi, tudi Pomladno obredje, 1913).
Jeseni 1913 se preseli družina v Švico, kjer se v Lozani rodi že četrti otrok. Po porodu 15. januarja 1914 so ženi odkrili, da ima tuberkulozo in šla je na zdravljenje v slavni sanatorij v Leysin, visoko v Alpah, kamor je šla tudi družina Stravinski. Ker se je bližala prva svetovna vojna, je Stravinski odšel v Rusijo in še pravočasno, pred zaprtjem meja, odnesel svoja dela v Švico. V juniju 1915 se je Stravinski z družino preselil v Morges blizu Lausanne na obali Ženevskega jezera, kjer je živel do leta 1920. Stravinski je imel precejšnje finančne težave. Ker Rusija (in njena naslednica ZSSR) ni upoštevala Bernske konvencije je imel Stravinski težave pri licenciranju predstav vseh njegovih ruskih baletov.
8. junija se je čez poletje preselil v ribiško vas Carantec v Bretaniji in hkrati iskal nov dom v Parizu. Coco Chanel ga je povabila, da začasno prebiva  v njeni novi graščini »Bel Respiro« v pariškem predmestju Garches. Chanelova je tudi zagotovila novo produkcijo baleta Posvetitev pomladi. Začel je tudi poslovno sodelovati s podjetjem za izdelavo klavirjev Pleyel. Finančno ga je podpiral tudi Leopold Stokowski.
Stravinski februarja 1921 v Parizu spoznal Vero de Bosset, poročeno s slikarjem in oblikovalcem Sergom Sudeikinom, in z njo začel afero. V maju 1921 se je Stravinski in njegova družina preselila v Anglet, v bližini Biarritza, na jugu Francije. Od takrat pa do smrti njegove žene leta 1939, je Stravinski živel dvojno življenje, med družino v južni Franciji, in Vero v Parizu. V septembru 1924 je kupil hišo v Nici.
Stravinski je postal francoski državljan leta 1934 in se preselil v Rue du Faubourg Saint-Honoré v Parizu. Marca 1939 mu je za tuberkulozo umrla žena, leto prej pa hči. Stravinski je studi sam preživel pet mesecev v bolnišnici.
Kljub izbruhu druge svetovne vojne 1. septembra 1939, ovdoveli Stravinski odpluje v New York. V januarju mu sledi Vera in z njo se marca leta 1940 poroči. Več časa je živel v Los Angelesu in postal naturalizirani državljan ZDA leta 1945. Podpisal je ekskluzivno pogodbo z založniško hišo Boosey & Hawkes, s tem so se končale finančne težave in težave z avtorskimi pravicami.
Med drugo svetovno vojno so se v Los Angelesu naselili številni pisatelji, glasbeniki, skladatelji in dirigenti (Otto Klemperer, Thomas Mann, Franz Werfel, George Balanchine in Arthur Rubinstein). Stravinski je dirigiral mnogim orkestrom po ZDA. Spoznal se je z muzikologom Robertom Craftom, ki je postal njegov interpret, kronist, asistent dirigent in sodelavec na Ojai Music Festival v letih 1955 in 1956.
Stravinski je poklicno življenje živel večji del 20. stoletja menjaje mnogo sodobnih klasičnih glasbenih stilov, ki so vplivali na skladatelji pred in po njegovi smrti. Leta 1959 je prejel Dansko nagrado Sonning, najvišjo glasbeno čast. Leta 1962 je sprejel povabilo, da se vrne v Leningrad na serijo koncertov. V času njegovega bivanja v ZSSR je obiskal Moskvo in se sestal z več vodilnimi sovjetskimi skladatelji, tudi Dmitrijem Šostakovičem in Aramom Hačaturjanom.
Leta 1969 se je Stravinski preselil v Essex v New Yorku, kjer je živel do svoje smrti leta 1971, ko je v starosti 88 let umrl za srčnim popuščanjem. Pokopan je bil na pokopališču San Michele v Benetkah, v bližini grobnice Diaghilev.
Ima zvezdo na Hollywoodskem pločniku slavnih in je leta 1987 posmrtno prejel grammyja za življenjsko delo. Posmrtno je bil leta 2004 sprejet v National Museum of Dance's Mr. & Mrs. Cornelius Vanderbilt Whitney Hall of Fame.

## Dela
Stravinska dela običajno razdelijo v tri splošna slogovna obdobja: rusko obdobje, obdobje neoklasicizma in obdobje serialne tehnike.
Poleti 1908 je končal orkestrsko fantazijo Ognjemet, ki jo je napisal za bližnje poročno slavje Nadežde, hčerke Rimskega–Karsakova. Kasneje jo je na pobudo impresaria Sergeja Djagileva predelal v balet, ki je bil predvajan leta 1909 v Parizu. Še večjei uspeh je doživel naslednje leto z baletom Žar ptica. 13. junija 1911 so Petruško (Pavliha ruskega ljudskega gledališča), zgodbo o lutki, ki preživi umor in se roga občinstvu, premierno z velikim uspehom uprizorili v Parizu. Dve leti pozneje je Stravinski ustvaril baletno mojstrovino 20. stoletja, Posvetitev pomladi. Premiera leta 1913 je doživela polom. Glasba naj bi bila po mnenju gledalcev neharmonična, surova in predivja. Stravinski je uporabil na nov način, vrnil se je k primitivnejšim ritmom, glasba nepredvidljivo pulzira, ob godalih je uporabil tudi trobila, pihala in tolkala. Tako je čutil prihod pomladi po hudi ruski zimi. Ob ponovni uprizoritvi leta 1920 v Londonu pa je doživel uspeh. S tem se je končalo skladateljevo prvo, »rusko« obdobje.
Novo neoklasicistično obdobje (po letu 1920) je prineslo drugačne, nove slogovne spodbude, na kar so vplivali novi prijatelji, ki jih je v Švici spoznal Stravinski. To nakazuje že komorno scensko delo Zgodba o vojaku (1918), še bolj pa opera-oratorij Kralj Ojdip (Oedipus rex (1927), melodrama Persephone (1934), baleti Pulcinella (1920), Apollon musagète (1928) ter Orpheus (1947) in ne nazadnje opera Razuzdančeva usoda (1951).
V ZDA se po drugi svetovni vojni za Stravinskega pri komponiranju začne novo slogovno obdobje. Ukvarjal se je s serialno tehniko Arnolda Schönberga, o čemer pričajo Tri pesmi Williama Shakespearja (1953), Canticum sacrum (1956), balet Agon (1957), Movements za klavir in orkester (1959) in druge. Vedno bolj se je uveljavljal kot klavirski izvajalec in dirigent svojih del.

## Nagrade
- 1959: Léonie Sonning Music Prize
- Grammy Awards
  - 1962: najboljša klasična skladba sodobnega skladatelja (The Flood)[10]
  - 1962: Best Classical Performance - Žar ptica, Igor Stravinsky vodi Columbia Symphony Orchestra
  - 1962: Best Classical Performance - Koncert za violino in orkester v D, Isaac Stern; Igor Stravinski vodi Columbia Symphony Orchestra
  - 1987: Grammy za življenjsko delo (posthumno)

## Film
Po romanu Chrisa Greenhalgha je bil posnet film z naslovom Coco Chanel in Igor Stravinski in govori o kratkotrajnem razmerju med ruskim skladateljskim genijem Igorjem Stravinskim in ikono visoke mode Coco Chanel.

## Posnetki in publikacije
Stravinski je začel snemati za Columbia Records že leta 1928 in končal leta 1967. Leta 1940 je naredil nekaj posnetkov tudi z RCA Victor v Los Angelesu. Čeprav je bila večina njegovih posnetkov posneta s studijskimi glasbeniki, je delal tudi s Chicago Symphony Orchestra, Cleveland Orchestra, CBC Symphony Orchestra, New York Philharmonic Orchestra, Royal Philharmonic Orchestra in s Simfoničnim orkestrom bavarskega radia.
Stravinski je objavil vrsto knjig. Avtobiografijo Kronika mojega življenja, ki je bila napisana s pomočjo Walter Nouvel leta 1936. Z Alexis Roland-Manuelom in Pierrom Souvtchinskym je pisal letih 1939–1940 predavanja na harvardski univerzi. Bila so napisana v francoščini in prvič zbrana pod naslovom Poétique Musicale leta 1942 in nato prevedena v letu 1947 kot Poetics of Music. V letu 1959 je bilo objavljenih več pogovorov med skladateljem in Robertom Craftom obrt pod naslovom Conversations with Igor Stravinsky, še pet zvezkov je sledilo v naslednjem desetletju.